# Economie de scară

Curba de cost mediu pe termen lung

În economie economia de scară (în engleză economies of scale), este un termen ce descrie ceea ce se întâmplă atunci când cantitățile de factori utilizați în producție cresc. Mai concret, o întreprindere își reduce costurile unitare producând mai multe bunuri sau servicii și, pe măsură ce crește producția, costurile medii scad prin repartizarea costurilor fixe asupra unei producții mai mari.
Economiile de scară și dezeconomiile de scară se referă la proprietatea economică a producției care afectează costurile, atunci când cantitatea tuturor factorilor de producție crește într-o anumită măsură. Dacă costurile cresc proporțional, nu apar economii de scară; dacă costurile cresc într-un procent mai mare, apar dezeconomii de scară; dacă costurile cresc într-o măsură mai mică, apar randamente pozitive. Atunci când sunt combinate, economiile de scară și dezeconomiile de scară conduc la teoria mărimii ideale a firmei potrivit careia costul mediu (unitar sau pe bucată) al unui produs scade până la un anumit minimum apoi costul mediu crește o dată cu creșterea mărimii firmei. 
Ca direcție diferită există așa numitele economii de gamă, sau economii de diversificare, (în engleză economies of scope), în care o întreprindere își reduce costurile de producție mărind varietatea (gama) produselor și serviciilor realizate, prin utilizarea unor componente identice, a acelorași instalații și a aceluiași personal.

## Relația dintre costul mediu și randament
Se vorbește despre randamente constante atunci când o creștere a factorilor de producție {\displaystyle x_{1},x_{2},..} cu un factor dat, are ca urmare creșterea în aceeași măsură a cantității produse (elasticitatea de scară este egală cu 1), dacă pentru funcția de producție {\displaystyle f} e valabil:
{\displaystyle f(a\cdot x_{1},a\cdot x_{2},\dots )=a\cdot f(x_{1},x_{2},\dots )}
Un astfel de rezultat este așteptat, de exemplu, dacă o anumită tehnică de producție este aplicată într-o măsură mai mare. Cantitatea de produse finite crește pe măsura creșterii cantităților factorilor de producție.
Despre randamente pozitive se vorbește atunci când cantitățile produse cresc într-o măsură mai mare față de factorii de producție (elasticitatea de scară este mai mare decât 1):
{\displaystyle f(a\cdot x_{1},a\cdot x_{2},\dots )>a\cdot f(x_{1},x_{2},\dots )}
În practică cel mai interesant este cazul randamentelor pozitive, pentru care costurile marginale scad o dată cu cantitatea produsă: pentru cantități produse relativ scăzute, costurile medii (unitare sau pe bucată) și costurile marginale sunt relativ mari și scad atunci când cantitatea produsă crește. 
Matematic sunt exprimate prin:
{\displaystyle {\frac {\partial c'}{\partial q}}<0}
În acest caz, {\displaystyle c'} reprezintă costurile marginale și {\displaystyle q} cantitatea produsă.
Randamentele pozitive și prin urmare costurile marginale descrescătoare sunt explicația economică pentru producția în masă.  
Astfel de randamente apar practic și la producerea de bunuri publice cum ar fi transport în comun sau energie electrică. 
În branșele comerciale cu randamente crescătoare nelimitate, concurența perfectă (doar cea care se regăsește în teorie) conduce la imposibilitatea întreprinderii de a-și mai acoperi costurile de producție (ceea ce matematic este demonstrabil). Din această cauză, în astfel de branșe domnește (în mare parte) un monopol de stat.
Randamente negative (pentru care elasticitatea de scară este mai mică decât 1) apar de exemplu în producția agricolă, atunci când folosirea sporită a factorilor de producție, cum ar fi munca și îngrășămintele nu mai fac posibilă creșterea cu același factor a producției.
{\displaystyle f(a\cdot x_{1},a\cdot x_{2},\dots )<a\cdot f(x_{1},x_{2},\dots )}